# Vincenzo Bellini
|  | Aquest article tracta sobre el compositor d'òpera. Vegeu-ne altres significats a «Bellini (desambiguació)». |

Vincenzo Salvatore Carmelo Francesco Bellini (Catània 3 de novembre 1801 - Puteaux 23 de setembre 1835) és un dels més celebres compositors d'òpera italià. Les seves òperes més famoses i representades són La sonnambula, Norma i I Puritani.

## Biografia
Fill de l'organista Rosario Bellini, va rebre les primeres lliçons de música del seu pare i del seu avi, Vincenzo Tobia Bellini. Va ser un nen prodigi i conta la llegenda que als divuit mesos era capaç de cantar una ària de Valentino Fioravanti. Va començar a estudiar teoria musical als dos anys, piano als tres i dos anys després ja era capaç de tocar-lo amb soltesa. La seva primera composició data de quan tenia sis anys. Un document afirma que les primeres cinc peces de Bellini van ser compostes quan només tenia sis anys i al set li van ensenyar llatí, llengües modernes, retòrica i filosofia. El biògraf de Bellini, Herbert Weinstock, considera que alguns d'aquests relats no són més que mites, ja que no es recolzen d'altres fonts més fiables. A més, fa el punt pel que fa a l'aparent coneixement de llengües i filosofia de Bellini: Bellini mai es va convertir en un home amb bona educació.
Un crític, Stellios Galatopoulos, delibera els fets presentats en el resum, però també proporciona una font fiable per a aquestes composicions, Galatopoulos expressa cert escepticisme respecte a l'estatus de nen prodigi del jove Bellini.
Després de 1816, Bellini va començar a viure amb el seu avi, de qui va rebre les seves primeres lliçons de música. Poc després, el jove compositor va començar a escriure composicions. Entre ells hi havia els nou Versetti da cantarsi il Venerdi Santo, vuit dels quals es basaven en textos de Metastasio.
El 1818 Bellini havia completat de manera independent diverses peces orquestrals addicionals i almenys dues configuracions de la Missa Ordinària: una en re major, l'altra en sol major, totes dues sobreviuen i s'han gravat comercialment.
El 1818 Bellini havia completat de manera independent diverses peces orquestrals addicionals i almenys dues configuracions de la Missa Ordinària: una en re major, l'altra en sol major, totes dues sobreviuen i s'han gravat comercialment.
Estava preparat per a més estudis. Per als estudiants benestants, això inclouria traslladar-se a Nàpols. Tot i que la seva família no era prou rica per mantenir aquest estil de vida, no es podia passar per alt la creixent reputació de Bellini. La seva ruptura va arribar quan Stefano Notabartolo, el duc de San Martino i Montalbo i la seva duquessa, es van convertir en el nou intendent de la província de Catània. Van encoratjar el jove a demanar als pares de la ciutat una beca per donar suport als seus estudis musicals. Això es va aconseguir amb èxit el maig de 1819 amb un acord unànime d'una pensió de quatre anys que li permetés estudiar al Real Collegio di Musica di San Sebastiano de Nàpols. Així, va marxar de Catània al juliol portant cartes de presentació a diverses persones poderoses, entre elles Giovanni Carafa que era l'intendent del Real Collegio a més d'encarregar-se dels teatres reials de la ciutat. El jove Bellini havia de viure a Nàpols durant els vuit anys següents.

## Nàpols: educació musical
L'any 1819 es desplaça a Nàpols, gràcies a una beca oferta per la comuna de Catània per perfeccionar-se al Conservatori di San Sebastiano (com s'havia anomenat quan el Real Collegio di Musica original, establert el 1806 i després rebatejat com a tal el 1808) s'havia traslladat a unes instal·lacions més àmplies a prop de l'església de Gesù Novo i de l'edifici que antigament ocupava el monges de San Sabastiano, estava dirigida pel govern i allà els estudiants, que portaven uniforme semimilitar, estaven obligats a viure sota un règim diari ajustat de classes de matèries principals, de cant i d'entrenament instrumental, a més d'educació bàsica. Els seus dies eren llargs, passant de la missa matinal a les 5:15 a.m. fins a acabar finalment a les 10 de la nit. Encara que més enllà de l'edat normal d'admissió, Bellini havia presentat deu peces musicals a consideració; aquests van demostrar clarament el seu talent, tot i que va necessitar fer treballs correctius per corregir algunes de les seves defectes tècniques. Entre els mestres que va tenir destaca Nicola Antonio Zingarelli, que el va adreçar vers l'estudi dels clàssics (Haydn i Mozart) i el gust per la melodia plana i expressiva, sense artifici i embelliments, seguint la tradició de l'escola napolitana. També va estudiar harmonia amb Giovanni Furno i contrapunt amb Giacomo Tritto. Entre els bancs del conservatori coneix el cèlebre Francesco Florimo, que va tenir com a fidel amic fins a la mort, quan Florimo esdevindrà bibliotecari del conservatori de Nàpols i serà un dels primers biògrafs de l'amic prematurament desaparegut.
El focus d'estudi es va centrar en els mestres de l'escola napolitana i les obres orquestrals de Haydn i Mozart, amb l'èmfasi posat en els compositors de l'època clàssica italiana com Pergolesi i Paisiello, més que en els enfocaments moderns de compositors com ara Rossini. El primer professor del jove estudiant va ser Giovanni Furno, amb qui va estudiar exercicis d'harmonia i acompanyament; un altre, del qual va aprendre contrapunt, va ser el compositor de més de 50 òperes, Giacomo Tritto, però a qui va trobar que era, antiquat i doctrinari. Tanmateix, el director artístic de l'escola va ser el compositor d'òpera, Niccolò Antonio Zingarelli.

El 1822/23, Bellini s'havia convertit en membre d'una classe a la qual ensenyava: sembla que l'home gran va reconèixer el potencial de Bellini i va tractar el seu alumne com un fill, donant-li alguns consells ferms:
| « | un home gran i veritablement bell, i el seu rostre noble —dolç, però alhora majestuós— desperta tant l'afecte com el respecte. | » |

| « | Barbaja va ser el principal beneficiat: 'Amb una petita inversió va trobar entre aquells joves el que el portaria a grans beneficis | » |

| « | cap altre compositor d'òpera italià de l'època va mostrar tal afecció a un sol llibretista | » |

| « | llançar-se amb tota l'ànima al personatge que representeu i a utilitzar el vostre cos, per acompanyar el vostre cant amb gestos | » |

| « | Guanyaré gairebé el doble que si hagués compost per a Crivelli [aleshores l'empresari venecià], va assenyalar en una carta al seu oncle. No obstant això, el grup liderat per Duke Litta no va arribar a un acord amb el grup Crivelli-Lanari-Barbaja que va continuar dirigint tant La Scala com La Fenice. Com a resultat, en el període abril-maig de 1830, Bellini va poder negociar un contracte tant amb el grup Litta —que planejava actuacions en una casa més petita de Milà, el Teatro Carcano— com amb el grup Crivelli per obtenir un contracte per a un òpera per a la tardor de 1831 i una altra per a la temporada de Carnaval de 1832. Aquests es convertirien en Norma per a La Scala i Beatrice di Tenda per a La Fenice. Bellini va experimentar aleshores la reaparició d'una malaltia que havia sorgit a Venècia a causa de la pressió de la feina i el mal temps, però que repetia constantment després de cada òpera i que acabaria causant-li la seva mort. L'afecció gastro-entèrica —que descriu com una febre biliosa gàstrica inflamatòria tremenda—[66] va provocar que fos cuidat per Francesco Pollini i la seva dona a casa seva perquè, com va escriure Bellini, m'estima més que un fill. Després d'haver-se recuperat de la seva malaltia a l'estiu, Bellini es va quedar a prop del llac de Como. La necessitat de decidir sobre el tema de l'òpera de l'hivern següent es va fer urgent, tot i que ja s'havia acordat que Giuditta Pasta, que havia aconseguit l'èxit al Teatre Carcano el 1829 i el 1830 amb diverses òperes importants, seria l'artista principal. El fet que ella posseïa una casa a prop de Como i que s'hi allotjaria durant l'estiu va ser el motiu pel qual Romani va viatjar a conèixer-la i també a Bellini. El 15 de juliol s'havien decidit per una adaptació de l'obra de Victor Hugo, Hernani, encara que Weinstock especula sobre com podria haver arribat aquesta decisió. El tema polític de l'obra hauria estat conegut pel grup i sens dubte sabrien de l'estricta censura que hi havia llavors a la Llombardia controlada per Àustria. A més, no estava segur de si Pasta estava interessat a cantar un paper de pantalons, el del protagonista, Ernani. Tot i que sembla que tots tres estaven d'acord, no es va fer cap més avenç. Romani, que va prometre començar immediatament el llibret Ernani, se'n va anar a escriure un per al que esdevingué lAnna Bolena de Donizetti (que va obrir la temporada del Carcano el desembre de 1830). En lloc de descansar, Bellini va marxar immediatament cap a Bèrgam per escenificar La straniera, i després va tornar a la muntanya. Però, a finals de novembre, no s'havia aconseguit res en la manera d'escriure el llibret ni la partitura d'Ernani. El 3 de gener de 1831, una carta de Bellini deia: ... ja no compongo Ernani perquè el tema hauria hagut de sofrir algunes modificacions a mans de la policia. ... [ Romani] està escrivint ara La sonnambula, ossia I Due Fidanzati Svizzeri. ... Ha de pujar a l'escenari a tot tardar el 20 de febrer. El llibret de Romani per a La sonnambula es basava en un ballet-pantomima de Eugène Scribe i Jean-Pierre Aumer anomenat La somnambule, o l'arribada d'un nou senyor. Amb el seu ambient i història pastoral, La sonnambula es convertiria en un altre èxit triomfal durant els cinc anys de Bellini a Milà. El paper principal d'Amina (la sleepwalker) amb la seva alta tesitura és conegut per la seva dificultat, que requereix un domini complet de Trill i una tècnica florida. Va ser escrit per a Pasta que ha estat descrit com un sfogato soprano. La soprano sfogato Maria Malibran va cantar Amina el 1834Escenografia d'Alessandro Sanquirico per a l'acte. 2 sc. 2 escena de sonambulisme per a la producció d'estrena Aquella música que començava a utilitzar per Ernani es va traslladar a La Sonnambula no hi ha cap dubte, i com comenta Weinstein, estava tan preparat com la majoria dels altres compositors de la seva època per reutilitzar-se en un nou passatges musicals de situació creats per a un altre anterior. L'estrena de l'òpera va tenir lloc el 6 de març de 1831, una mica més tard que la data original, al Teatre Carcano. El seu èxit es va deure en part a les diferències entre els llibrets anteriors de Romani i aquest, així com a l'acumulació d'experiència operística que [Bellini] i Romani havien aportat a la seva creació. Les reaccions de la premsa van ser universalment positives, igual que la del compositor rus Mikhail Glinka, que va assistir i va escriure amb un entusiasme aclaparador: | » |

| "Casta Diva" de Norma      |
|                            |
| Claudia Muzio, cap al 1936 |
|                            |

| « | una donna que està per sota de la mediocritat: no sap cantar, és una llonganissa a l'escenari ... | » |

| « | una dona molt rica —a qui Weinstock identifica com la comtessa Giulia Samoyloff— que era L'amant de Pacini. També assenyala que aquest segon vespre, el teatre estava ple. | » |

| « | He concertat el contracte amb Lanari per compondre l'òpera per a Venècia; allí tindré la Pasta divina, i en les mateixes condicions que el contracte amb La Scala per a Norma | » |

| « | Estic... intentant trobar un bon tema per a la meva nova òpera per a Venècia. A l'agost aniré a Bèrgam la producció de la meva Norma amb pasta. | » |

| « | La nostra Norma és sens dubte un gran èxit. Si escoltessis com s'interpreta a Bèrgam, gairebé pensaries que és una obra nova... [Pasta] fins i tot em commou. De fet, vaig plorar amb les emocions que sentia a la meva ànima. Et volia a prop meu perquè pogués tenir aquestes emocions amb tu, el meu bon conseller i col·laborador, perquè només tu m'entens. La meva glòria és intrínseca a la teva. | » |

| « | El tema s'ha canviat, i escriurem Beatrice di Tenda [després de l'obra homònima de Carlo Tedaldi-Fores.] Em va costar persuadir Romani, però persuadiu-lo que ho vaig fer, i amb bones raons.Saber que el tema us agrada, com em vau dir el vespre en què vau veure el ballet [el setembre de 1832 a Milà quan acompanyava una òpera Mercadante]... És un home de bona voluntat, i vull que ho mostri també en voler preparar-me, almenys, el primer acte ràpidament. | » |

| « | De qui és la culpa? La del meu poeta habitual i original, el Déu de la Mandra! | » |

| « | una donna que està per sota de la mediocritat: no sap cantar, és una llonganissa a l'escenari ... | » |

| « | una dona molt rica —a qui Weinstock identifica com la comtessa Giulia Samoyloff— que era L'amant de Pacini. També assenyala que aquest segon vespre, el teatre estava ple. | » |

| « | He concertat el contracte amb Lanari per compondre l'òpera per a Venècia; allí tindré la Pasta divina, i en les mateixes condicions que el contracte amb La Scala per a Norma | » |

| « | Estic... intentant trobar un bon tema per a la meva nova òpera per a Venècia. A l'agost aniré a Bèrgam la producció de la meva Norma amb pasta. | » |

| « | La nostra Norma és sens dubte un gran èxit. Si escoltessis com s'interpreta a Bèrgam, gairebé pensaries que és una obra nova... [Pasta] fins i tot em commou. De fet, vaig plorar amb les emocions que sentia a la meva ànima. Et volia a prop meu perquè pogués tenir aquestes emocions amb tu, el meu bon conseller i col·laborador, perquè només tu m'entens. La meva glòria és intrínseca a la teva. | » |

| « | El tema s'ha canviat, i escriurem Beatrice di Tenda [després de l'obra homònima de Carlo Tedaldi-Fores.] Em va costar persuadir Romani, però persuadiu-lo que ho vaig fer, i amb bones raons.Saber que el tema us agrada, com em vau dir el vespre en què vau veure el ballet [el setembre de 1832 a Milà quan acompanyava una òpera Mercadante]... És un home de bona voluntat, i vull que ho mostri també en voler preparar-me, almenys, el primer acte ràpidament. | » |

| « | De qui és la culpa? La del meu poeta habitual i original, el Déu de la Mandra! | » |

| « | només desahogar el meu descontentament que m'ha donat a mi i a totes les persones sensibles de la manera molt sarcàstica, plena de rancor i altitud personal, amb la qual el senyor Romani s'ha compromès a assaltar el seu antagonista. | » |

per què la Direcció ... no fa cap contracte amb Romani; no només per un llibret, sinó per any ... amb el benentès que vindrà a viure a Nàpols; així podria escriure'm el llibret com a únic poeta adscrit al teatre, i si volen negociar amb ell, em poden encarregar que l'arranja; M'agradaria tornar bé per mal a aquell home equivocat i molt talentós .
En conclusió, Bellini suggereix treure un vel sobre tot el que va passar, afirmant que no pot venir a Milà en aquest moment, però, com que tenia previst escriure l'òpera per a Nàpols per al 1836, podria fer-ho al gener. 1835: presumiblement després de I puritani]. Acaba dient que, si no escolta la resposta de Romani, no li tornarà a escriure. Octubre seguit d'un de molt amistós el 7 d'octubre de 1834 amb el llibretista (que havia estat compromès a Torí) i en el qual afirma: Semblava impossible existir sense tu, tancant amb Escriu per Torí o per on, escriu només per a mi: només per a mi, pel teu Bellini.
Al cap d'un any d'escriure aquella carta, Bellini havia mort. Els dos homes no es van tornar a trobar mai més.

## Londres: d'abril a agost de 1833
Després de sortir de Venècia el 26 de març, abans que comencés l'allau d'escriptura de cartes, se sap que Bellini va passar una estona amb la senyora Turina a Milà i, deixant amb ella moltes de les seves pertinences personals, sembla que tenia previst tornar-hi a l'agost. Ja que no va renunciar a les seves habitacions a la contrade del Reial Monestir.
Amb la Pasta i altres membres de la troupe italiana contractats per a Londres per l'empresari del King's Theatre de Londres, Pierre-François Laporte, Bellini i la seva companyia es van posar en marxa. Durant el viatge se sap que va fer parada a París i va discutir amb el doctor Louis Véron, el director de l'Opéra de París, la possibilitat d'escriure una òpera francesa, però la seva intenció era centrar-se en això, subjecte al seu retorn el proper juliol.
Com assenyala Weinstock, quan els italians van arribar a Londres el 27 d'abril, Bellini era un factor conegut, moltes de les seves òperes ja s'havien donat durant els anys anteriors. El seu nom figura com a assistent a la Morning Chronicle del 29 d'abril en una representació de La Cenerentola de Rossini, juntament amb els de Maria Malibran, Felix Mendelssohn, Niccolò Paganini, així com Pasta, Rubini i altres cantants italians visitants. Les seves òperes que s'havien presentat a Londres incloïen Il pirata (amb Henriette Méric-Lalande l'abril de 1830) seguida de La sonnambula (amb Pasta) i La straniera (amb Giuditta Grisi).

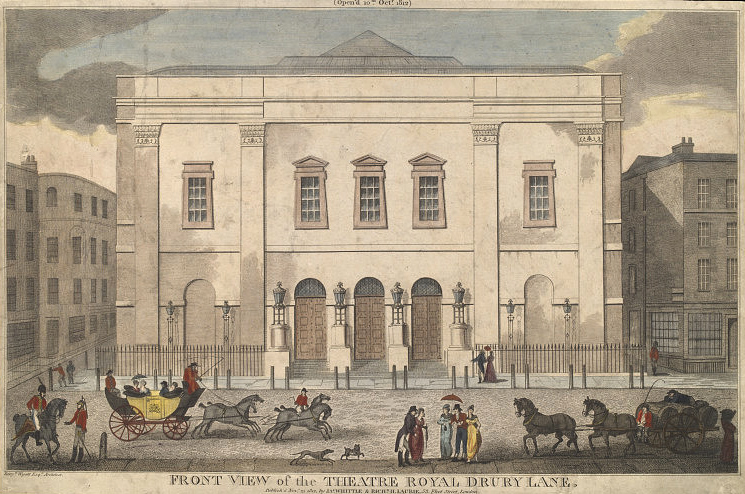
Theatre Royal, Drury Lane, 1812

 A més —i separada de la troupe de Bellini al King's Theatre—, Maria Malibran estava a punt de presentar el seu debut londinenc a La sonnambula al Theatre Royal, Drury Lane l'1 de maig en una versió anglesa amb an partitura adaptada de Bellini. Sembla que Bellini va tenir la seva primera reunió amb Malibran quan assistia a una actuació on, com ell afirma:
}}la meva música va ser torturada, trencada a trossos. ... Només quan Malibran estava cantant vaig reconèixer la meva [òpera] ... però a l'allegro de l'escena final, i precisament a les paraules 'Ah! m'abbraccia' ... Vaig ser el primer a cridar amb tota la veu: 'Viva, viva, brava, brava' i a picar de mans tant com vaig poder. [Quan va ser reconegut pel públic, cada cop més entusiasmat, va ser cridat a l'escenari on va abraçar Malibran. Continua:] La meva emoció estava al clímax. Em pensava que estava al Paradís.
A mesura que avançava la temporada d'òpera, Bellini es va veure atrapat en el remolí social, amb invitacions que venien de tot el seu voltant. La seva fama ja era segura —La sonnambula l'havia establert—, i l'estrena de Norma, feta el 21 de juny amb Pasta en el paper principal, va ser un triomf segons una llarga carta sobre la qual va escriure Giuseppe Pasta. l'experiència i el gran èxit de la seva dona. A més, informa a la premsa de Londres van ser favorables, inclosa la ressenya que va aparèixer a The Times del 23 de juny de 1833. Va trigar fins a finals de juliol perquè I Capuleti e i Montecchi s'estrenés a Londres i el seu contracte va acabar llavors. després de la qual cosa va marxar cap a París cap a mitjans d'agost.

## Paris: August 1833 to January 1835
Immediatament després de l'èxit de I puritani, Bellini va rebre dos honors: el primer pel Lluís Felip I, nomenant-lo com a cavaller de la Legió d'Honor; la segona pel rei Ferran II a Nàpols, atorgant-li la creu de l'Orde de Francesc I. Bellini va dedicar llavors I puritiani A la reina dels francesos, la reina Maria-Amèlie. Però des d'un punt de vista personal, Bellini va expressar la seva tristesa per no haver vist en Florimo durant tant de temps, i va fluir una successió d'invitacions, després demana que Florimo vingués a París a visitar-lo, però de febrer a juliol, Florimo va ignorar les ofertes i finalment, en una carta que li va dirigir, Bellini va dir: Ja no demanaré motius, i ens veurem quan et vegi. Després d'això, va intentar persuadir el seu oncle, Vincenzo Ferlito, perquè la visités, però sense èxit.

Durant els darrers preparatius l'any 1834 per a la posada en escena de Puritani i fins al seu retard en 1835, Bellini havia conclòs un acord amb Nàpols per presentar-hi tres òperes, inclosa la reescriptura de parts de la música per la Malibran, començant al gener següent. Tot això s'ha anat pel camí quan la puntuació revisada no va arribar a temps i es van abandonar les actuacions i es va descartar el contracte. Així, durant el mes de març, Bellini no va fer res, però sí que va assistir a la darrera actuació de Puritani el dia 31. L'1 d'abril, va escriure una carta molt llarga a Ferlito explicant tota la història de la seva vida a París fins avui, a més de reviure les velles gelosies sobre l'anomenada enemistat de Donizetti i Rossini cap a ell. Va acabar esmentant que els meus plans de futur són poder concertar un contracte amb la Gran Òpera francesa i romandre a París, convertint-la de moment en casa meva. A més, parla de la perspectiva de casar-se amb una jove que {{cita|no és rica, però té un oncle i una tieta que sí: si li donen 200.000 francs, em casaré amb ella, però remarca que no està en cap cas pressa la decisió.
Durant tot el mes de maig, des de Londres li van arribar relats de l'èxit de I puritani i del fracàs d'un renaixement de Norma (a causa de les males actuacions tant de lAdalgisa com de Pollione), encara que posteriors informes de Giulietta. La Norma de Grisi, en contrast amb les de Pasta, tampoc eren bones, i Bellini estava content que no fos Grisi qui donés l'òpera a París. Durant l'estiu, es va informar que l'estat d'ànim general de Bellini era fosc: la discussió amb l'Òpera no va poder continuar fins que no es nomenés un nou director; “escriu cartes llargues, plenes de projectes, idees, somnis que la mà sembla tenir problemes per contenir”; i, com conclou Weintock, totes aquestes coses semblen inevitablement suggerir un home profundament alterat físicament, psicològicament o ambdues coses.
En una de les trobades literàries a les quals Bellini va assistir a principis d'any, Bellini va conèixer l'escriptor Heinrich Heine. Els dos homes van assistir a un sopar aquell estiu, en el qual es diu que l'escriptor va comentar:
{{cita|Ets un geni, Bellini, però pagaràs el teu gran regal amb una mort prematura. Tots els grans genis van morir molt joves, com Rafael i com Mozart.
El supersticiós Bellini es va horroritzar. També, el retrat literari de Bellini de Heine, que va passar a formar part de la seva novel·la inacabada Florentinische Nächte (Nits florentines) publicada el 1837, emfatitzava menys -Aspectes atractius de la personalitat del compositor, resumint una descripció d'ell com un sospir en bombes de ball.

En la seva última carta coneguda a Filippo Santocanale, Bellini va escriure el 16 d'agost, seguida d'una a Florimo el 2 de setembre. En aquest últim, esmenta que 
| « | des de fa tres dies m'ha molestat una mica una diarrea, però ara estic millor, i penso que s'ha acabat | » |

## Malaltia final i mort
De la reacció de Bellini a les observacions d'Heine, va quedar clar que Heine no li agradava. Intentant reconciliar els dos homes, la senyora Joubert, que havia assistit a l'acte d'estiu, els va convidar a sopar a tots dos, juntament amb la seva amiga la princesa Belgiojoso. Bellini no va aparèixer, en canvi va enviar una nota dient que estava massa malalt. Weinstock informa que la princesa va enviar el doctor Luigi Montallegri a Puteaux. Al llarg d'uns dies, va informar a Carlo Severini del Théatre-Italien amb quatre notes, la primera (el 20 de setembre) va declarar cap millora apreciable. L'endemà, Montallegri va notar una lleugera millora, i el dia 22 el metge va manifestar que espera declarar-lo fora de perill demà. Tanmateix, la quarta nota —el 22 de setembre— és molt més pessimista; va informar que era el tretzè dia de la malaltia i que Bellini havia passat una nit molt inquieta. I després, durant el dia del 23, Montallegri va indicar que hi havia hagut el que Weinstock descriu com una convulsió terrorífica i que la mort estava a prop. Sembla que Bellini va morir cap a les 5;pm del 23 de setembre de 1835.
Immediatament fent-se càrrec dels arranjaments, Rossini va començar a planificar el funeral i la sepultura de Bellini, així com la cura de la seva propietat. Va ordenar que es fes una autopsia, seguint una ordre que venia directament del Rei. El distingit doctor designat pel jutjat Dalmas va fer l'autòpsia i va informar de les seves conclusions sobre la causa de la mort:
| « | És evident que Bellini va sucumbir a una inflamació aguda del còlon, agravada per un abscés al fetge. La inflamació de l'intestí havia produït símptomes violents de disenteria durant la vida. Rossini va crear llavors un comitè de músics parisencs per tal de trobar suport per a una subscripció per construir un monument al compositor mort, així com donar suport a una missa funerària que se celebrarà el 2 d'octubre a la capella de l'Hôtel des Invalides. El 27 de setembre i el 3 d'octubre, Rossini va escriure a Santocanale a Palerm explicant molt detalladament tot el que havia fet immediatament després de la mort de Bellini, així com el que havia passat el 2 d'octubre. Inicialment, Rossini va considerar l'enterrament al Cementiri del Père Lachaise com un acord a curt termini, sense saber on es trobava el descans final. el lloc resultaria ser. Malgrat els intents durant molts anys de traslladar les restes de Bellini a Catània, això no va tenir lloc fins al 1876, quan l'arqueta que contenia les seves restes va ser portada a la catedral de Catània i tornada a enterrar. La seva elaborada tomba ara buida al cementiri de Père Lachaise queda i és veïna de la de Rossini, els ossos del qual també van ser traslladats a Itàlia. Dels nombrosos homenatges que es van abocar després de la mort de Bellini, un destaca. Va ser escrit per Felice Romani i publicat a Torí l'1 d'octubre de 1835. En ell, deia: | » |

...Potser cap compositor que no sigui el nostre, conegui tan bé com Bellini la necessitat d'una estreta unió de la música amb la poesia, la veritat dramàtica, el llenguatge de les emocions, la prova de l'expressió. ... Vaig suar per quinze anys per trobar un Bellini! Un sol dia me'l va treure!
Avui, el Museu Belliniano, allotjat al Palazzo Gravina-Cruyllas de Catània, el lloc de naixement de Bellini, conserva records i manuscrits. Va ser commemorat a la part davantera del el bitllet de 5.000 lires de la Banca d'Italia als anys 80 i 90 (abans que Itàlia es canviés a l'euro) amb la part posterior mostrant una escena de l'òpera Norma.

## Bellini, romanticisme i melodrama
Quan planejava el tema de la seva propera òpera després de Il pirata de La Scala, Bellini havia estat convidat a escriure una òpera per a la inauguració de Parma del nou Teatre Ducale a principis de 1829. En el contracte inicial, Bellini va rebre el poder sobre qui era, per escriure el llibret i, després de conèixer el compositor i prima donna, l'obra del llibretista de Parman Luigi Torrigiani havia estat rebutjada. L'aspirant a llibretista va presentar una denúncia contra Bellini en un informe al Gran Chamberlain de Parma el desembre de 1828 (que va ser ignorat). En ell, el llibretista perjudicat resumeix els gustos de Bellini en el drama romàntic:
| « | [li] agrada el romanticisme i l'exageració. Declara que el classicisme és fred i avorrit;... L'entusiasmen les trobades antinaturals als boscos, entre sepulcres, tombes. i similars;... | » |

En escriure el llibret de Zaira, Romani va expressar la seva posició amb relació a la tragèdia de Voltaire assenyalant en el prefaci del llibret: {{cita|Zaira, per tant, no està coberta amb l'ampli mantell de la Tragèdia, sinó embolicada amb l'estrès en forma de melodrama.

## Vida personal i relacions
La història no demostra que Bellini fos un homosexual notori, malgrat com ho demostren les seves cartes a Francesco Florimo. No obstant això, tres persones van tenir un lloc destacat a la seva vida: Francesco Florimo, Maddelena Fumaroli i Giuditta Turina.

### Francesco Florimo
Una de les persones més properes a la vida de Bellini va ser Francesco Florimo, a qui va conèixer com a company d'estudiant al Conservatori de Nàpols. Al llarg de la vida de Bellini, els dos van compartir una estreta correspondència. Durant la revolució de 1820, Bellini i Florimo es van unir a una societat secreta, la Carboneria. La seva proximitat és evident a les seves cartes. Per exemple, el 12 de gener de 1828 Bellini va escriure que els seus eren els cors fets només per ser amics fins a l'últim alè. Bellini va escriure el 1825 que la teva existència és necessària per a la meva. A més, l'11 de febrer de 1835, Bellini va escriure:
| « | el meu excel·lent, el meu honest, el meu amic angelical! Com més coneixem el món, més veurem com de rara és la nostra amistat. | » |

 A partir d'aquestes cartes, alguns han especulat sobre l'sexualitat de Bellini, però Weinstock (1971) creu que aquestes interpretacions són anacròniques. Rosselli (1996) s'amplia sobre aquest punt: al contrari de com poden semblar als lectors moderns, les expressions d'amistat estreta en aquestes cartes eren habituals a les societats mediterrànies i al món de l'òpera italiana de principis del segle XIX més que no pas un reflex de l'afecció sexual. Un altre; la seva darrera reunió va ser a Nàpols a finals de 1832, quan Bellini hi era amb Giuditta Turina, abans que la parella marxés cap a Milà via Florència. Els records publicats de Florimo, escrits cinquanta anys després dels esdeveniments que recorden, poden ser defectuosos. En anys posteriors, Bellini va declarar que Florimo era l'únic amic en qui [jo] podia trobar consol. La interpretació de la col·lecció de cartes de Florimo es complica, però, per l'evidència que sovint va alterar o va fabricar completament algunes de les seves correspondències amb Bellini per crear una imatge idealitzada del compositor. També se sap que Florimo va destruir algunes cartes comprometedores relacionades amb els afers de Bellini amb dones casades, incloses algunes en què Bellini va escriure detalladament sobre la seva aventura amb Giuditta Turina. Després de la mort de Bellini, Florimo es va convertir en el seu marmessor literari.

## Maddalena Fumaroli
Tot i que l'amor frustrant amb Maddalena Fumaroli que, com s'ha dit més amunt, no va quedar en res durant aquests primers anys, l'èxit aconseguit per Bianca e Gernado va donar a Bellini noves esperances que els seus pares finalment cedirien, i es va fer una nova crida a través de un amic. Això va ser totalment rebutjat pel pare de Maddalena, que li va retornar totes les cartes que havia rebut juntament amb una carta d'ell que deia que la meva filla no es casarà mai amb un pobre pianista (suonatore di cembalo). Tanmateix, quan en Florimo li va donar la notícia, va dir que ho tornaria a intentar i guanyar, però el següent moviment vindria més tard de la família Fumaroli.
Poc abans del març de 1828, després del gran èxit de Il pirata i just quan Bellini estava a punt de marxar de Milà per a la seva producció de Bianca e Ferdinando a Gènova, va rebre una notificació del seu intermediari, amb la família Fumaroli que havien retirat el seu rebuig a la seva proposta. Però aleshores —amb els esforços per construir la seva carrera i amb el temps i la distància entre ell i la Maddalena— els seus sentiments havien canviat i, utilitzant Florimo per comunicar-se amb la família, va rebutjar l'oferta, expressant la sensació que no podria suportar, ella econòmicament. Fins i tot les súpliques de Maddalena en tres cartes que van seguir no van fer-li canviar d'opinió.

## Giuditta Turina
L'única relació significativa que Bellini va tenir després de 1828 va ser la relació de cinc anys amb Giuditta Turina, una jove casada amb qui va començar una relació apassionada quan tots dos estaven a Gènova l'abril de 1828 per a la producció de Bianca e Fernando. La seva relació va durar fins que Bellini va anar a París. Les cartes de Bellini al seu amic Florimo indiquen la seva satisfacció amb la naturalesa de l'enllaç, sobretot perquè no s'hi hagués de casar i, per tant, es distregués de la seva feina.

Tanmateix, el maig de 1833, mentre es trobava a Londres, es va produir un canvi significatiu en la relació de Bellini amb Giuditta després del descobriment pel seu marit d'una carta comprometedora de Bellini. El resultat va ser que va decidir buscar una separació legal i fer-la treure de casa seva. Per a Bellini, significava la possibilitat d'assumir la responsabilitat d'ella, i ell no tenia cap interès a fer-ho, després d'haver-se refredat en els seus sentiments per ella, de Bellini, on va afirmar que la seva carrera és avant tout.</ref> Quan va escriure a Florimo des de París l'any següent, va afirmar clarament que: {{cita|des de Milà m'amenacen constantment amb la vinguda de Giuditta a París. al punt diu que marxarà d'aquesta ciutat si això passava. Després continua: 
| « | Ja no vull que em posin en la posició de renovar una relació que em va fer patir grans problemes. | » |

 Quan Turina va anunciar que deixava el seu marit, Bellini la va deixar dient que: 
| « | amb tants compromisos, aquesta relació em seria fatal | » |

 expressant la seva por que els vincles romàntics s'interposin en la seva carrera musical. En última instància, es va resistir a qualsevol compromís emocional a llarg termini i mai es va casar.
Tanmateix, Turina va mantenir contacte amb Florimo durant tota la seva vida, tot i que res] es va saber d'ella després de la seva mort fins que va escriure una carta trista però amistosa a Florimo. Florimo finalment va retornar l'amistat i, com assenyala Galatopoulos, la mort de Bellini va ser una pèrdua mútua i Florimo necessitava a Giuditta tant com ella el necessitava de manera que els dos es van correspondre durant anys i Florimo la va visitar a Milà almenys una vegada, el 1858. Va morir el dia 1 de desembre de 1871.

## Obres completes de Bellini
Òperes
L'any 1999, l'editora musical italiana Casa Ricordi, en col·laboració amb el Teatro Massimo Bellini de Catània, es va embarcar en un projecte per publicar edicions crítiques de les obres completes de Bellini.
| Títol                                             | Gènere           | Actes   | Llibret              | Estrena            | Estrena                                           |
| Títol                                             | Gènere           | Actes   | Llibret              | Data               | Lloc                                              |
| ------------------------------------------------- | ---------------- | ------- | -------------------- | ------------------ | ------------------------------------------------- |
| Adelson e Salvini                                 | òpera semi-seria | 3 actes | Andrea Leone Tottola | 12 (?) Febrer 1825 | Nàpols, Teatre del Conservatori de San Sebastiano |
| Bianca e Gernando                                 | melodrama        | 2 actes | Domenico Gilardoni   | 30 Maig 1826       | Naples, Teatro San Carlo                          |
| Il pirata                                         | melodrama        | 2 acts  | Felice Romani        | 27 Octubre 1827    | Milan, Teatre La Scala                            |
| Bianca e Fernando (revision of Bianca e Gernando) | melodrama        | 2 actes | Felice Romani        | 7 April 1828       | Gènova, Teatro Carlo Felice                       |
| La straniera                                      | melodrama        | 2 actes | Felice Romani        | 14 Febrer 1829     | Milà, Teatre La Scala                             |
| Zaira                                             | tragedia lirica  | 2 acts  | Felice Romani        | 16 May 1829        | Parma, Teatro Ducale                              |
| I Capuleti e i Montecchi                          | tragèia líica    | 2 acte  | Felice Romani        | 11 Març1830        | Venècia Teatre La Fenice                          |
| La sonnambula                                     | opera semiseria  | 2 actes | Felice Romani        | 6 Març 1831        | Milà, Teatro Carcano                              |
| Norma                                             | tragèdia lírica  | 2 actes | Felice Romani        | 26 Decsembre 1831  | Milà, Teatre La Scala                             |
| Beatrice di Tenda                                 | tragèdia lírica  | 2 actes | Felice Romani        | 16 Març 1833       | Venècia, Teatre La Fenice                         |
| I puritani                                        | melodrama serio  | 3 actes | Carlo Pepoli         | 24 Gener 1835      | París, Teatre Italià 1801-1878                    |

Cançons
Les quinze cançons següents van ser publicades com a col·lecció, Composizioni da Camera, per Casa Ricordi l'any 1935 en el centenari de la mort de Bellini.
Six Early Songs
- "La farfalletta" – canzoncina
- "Quando incise su quel marmo" – escena i ària
- "Sogno d'infanzia" – romança
- "L'abbandono" – romança
- "L'allegro marinaro" – ballata
- "Torna, vezzosa fillide" – romança

Tre Ariette
- "Il fervido Desiderio"
- "Dolente immagine di Fille mia"
- "Vaga luna, che inargenti"

Sei Ariette
- "Malinconia, Ninfa gentile"
- "Vanne, o rosa fortunata"
- "Bella Nice, che d'amore"
- "Almen se non poss'io"
- "Per pietà, bell'idol mio"
- "Ma rendi pur contento"

## Altres obres
- Vuit simfonies, inclosa una Capriccio, ossia Sinfonia per studio (Capriccio o Simfonia d'estudi), composta al voltant de 1820. Les simfonies de Bellini són obres breus (normalment de menys de deu minuts) en la tradició d'obertura italiana més que en la tradició germànica de Beethoven.
- Concert per a oboè en mi bemoll major
- set obres per a piano, tres d'elles a quatre mans
- una Sonata per a orgue en sol major
- 40 obres sagrades, incloent:
  - (Catania núm. 1) Missa en re major (1818)
  - (Catania núm. 2) Missa en sol major (1818)
  - Missa de Glòria en la menor per a solistes, cor i orquestra (1821)
  - Missa en mi menor (Nàpols, c. 1823)
  - Missa en sol menor (Nàpols, c. 1823)
  - Salve Regina en la major per a cor i orquestra (c. 1820)
  - Salve Regina en fa menor per a soprano i piano (c. 1820)

## Estil
Dotat d'una vena melòdica prodigiosa, Bellini dedicà la seva breu vida a la composició. El seu talent amb el segell melòdic de la més límpida bellesa, conserva encara avui una aurèola de màgia, mentre la seva personalitat artística es deixa difícilment emmarcar dins de cap categoria historiogràfica. Lligat a una concepció musical antiga, basada a primar el canto, sigui vocal o instrumental, el sicilià Bellini va portar primer a Milà i després a París un eco d'aquella cultura mediterrània cap a l'Europa romàntica que havia idealitzat el mite del classicisme. El jove Wagner es va veure obligat a ambientar a la mateixa Sicília la seva segona òpera, Il divieto d'amare, mostrant la claredat del cant bellinià com a model pels operistes alemanys.
Recentment, la música de Bellini ha atret l'atenció de compositors d'avantguarda com Bruno Maderna i, sobretot, Luigi Nono, que l'han rellegit concentrant la seva atenció en la seva particular concepció del so, de la veu i del silenci amb arrels que s'enfonsaven en la música de la Grècia antiga i de l'àrea del Mediterrani més que en la moderna tradició musical europea.